# مونيا أبيض النقط
مونيا أبيض النقط (الاسم العلمي: Lonchura leucosticta) (بالإنجليزية: White-spotted Munia)‏ هي نوع من الطيور تتبع جنس المونيا من فصيلة شمعية المنقار.